# Спата (город)
Спата (греч. Σπάτα) — малый город в Греции. Расположен на высоте 131 метр над уровнем моря, в 16 километрах к востоку от Афин. Административный центр общины (дима) Спата-Артеми в периферийной единице Восточной Аттике в периферии Аттике. Население 9198 жителей по переписи 2011 года.

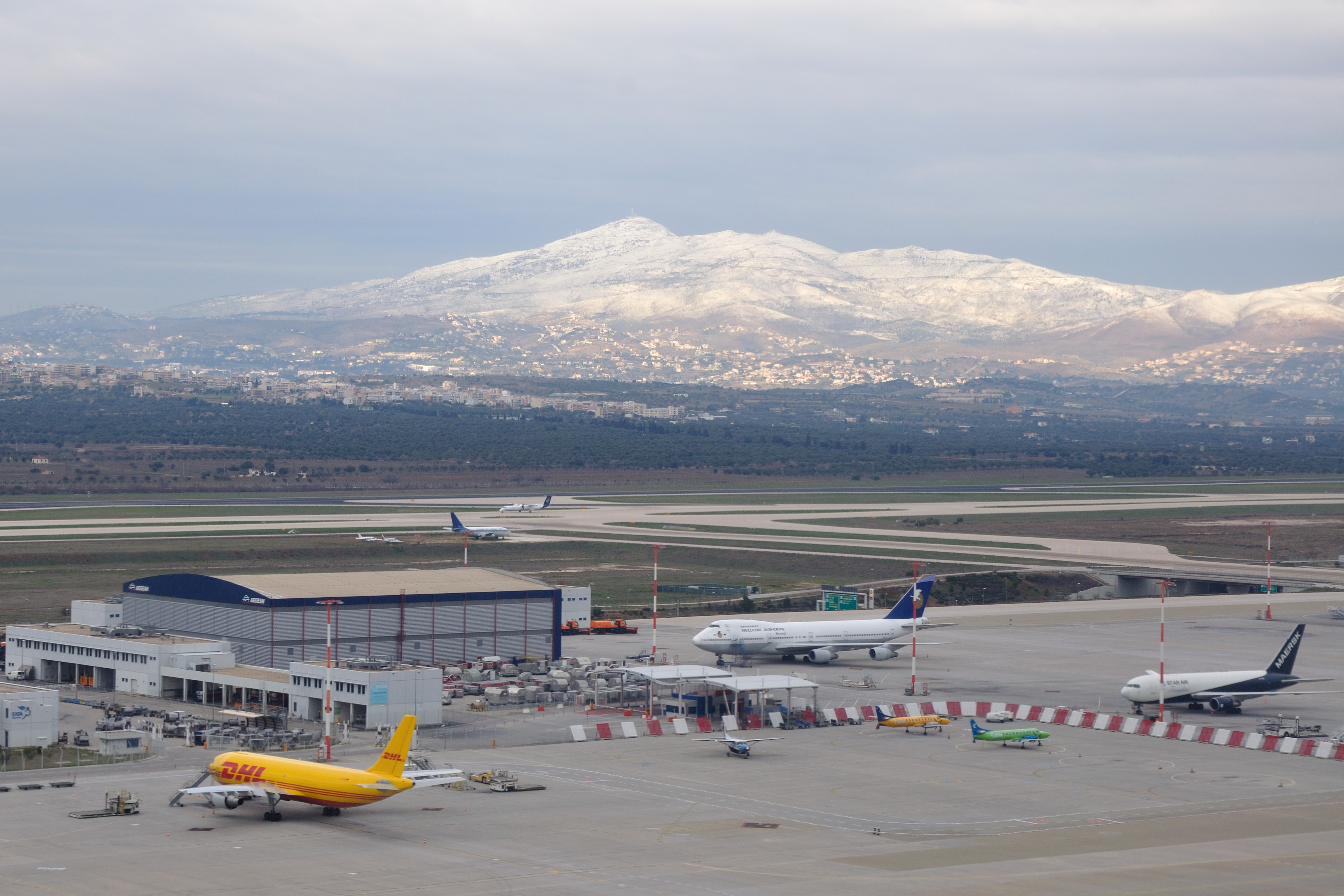
Афинский международный аэропорт «Элефтериос Венизелос»

В 2001 году к югу от города был открыт Афинский международный аэропорт «Элефтериос Венизелос». Автострада 6 «Аттика» Коропион — Элефсис проходит к западу от города.

## Сообщество Спата
В общинное сообщество Спата входят десять населённых пунктов. Население 12 333 жителя по переписи 2011 года. Площадь 55,042 квадратного километра.
| Населённый пункт   | Население (2011), человек |
| ------------------ | ------------------------- |
| Айия-Кириаки       | 886                       |
| Айос-Иоанис        | 284                       |
| Айос-Николаос-Бура | 195                       |
| Веланидья          | 257                       |
| Имерос-Пефкос      | 211                       |
| Неаполи            | 584                       |
| Спата              | 9198                      |
| Финикас            | 113                       |
| Христуполис        | 518                       |
| Этос-Стеко         | 87                        |

## Население
| Год  | Население, человек |
| ---- | ------------------ |
| 1991 | 6808               |
| 2001 | 8167               |
| 2011 | ↗ 9198             |